# Sarah Voss
Sarah Voss (Francoforte sul Meno, 21 ottobre 1999) è una ginnasta tedesca, campionessa nazionale nel 2019 e finalista mondiale alla trave nello stesso anno.

## Carriera

### 2021
Nel 2021 viene scelta per far parte della squadra tedesca alle Olimpiadi di Tokyo, insieme a Elisabeth Seitz, Pauline Schäfer e Kim Bui.
Il 25 luglio prende parte alle Qualifiche, ma la Germania non riesce a qualificarsi per la finale a squadre.